# Ställbergstjärnarna (södra)
Ställbergstjärnarna (södra) är en sjö i Hällefors kommun i Västmanland och ingår i Norrströms huvudavrinningsområde. Ställbergstjärnarna ligger i Ställbergsmossen Natura 2000-område.